# Absolutismo português
O "Absolutismo Português" nasce fruto da imaginação ideológica que houve um período do Reino de Portugal no qual o Rei assumia um poder forte e totalitário. Isso porque, segundo as visões típicas do liberalismo oitocentista, sobre o obscurantismo e autoritarismo do anterior regime político, o monarca ainda não tinha o recurso de uma Assembleia parlamentar ou de uma Constituição para governar.
É entendido por essa maioria que os reis absolutistas foram D. Pedro II, D João V e D. José, mas há inclusive historiadores que afirmam que a origem, no Reino de Portugal, desse sistema político surge anteriormente, já no reinado de D. João I no século XIV e desenvolve-se e se consolida com D. João II e com D. Manuel I no século XIV. O seu fim seria dado por meio da Revolução liberal do Porto e instalação da Monarquia Constitucional portuguesa no século XIX. 
Sendo assim, no caso português e em outros regimes da Europa, é referido que o período absolutista se estendeu entre a segunda metade do século XV e a Revolução Francesa. Mas, é necessário ter em conta que afinal as suas origens remontam a um período anterior, Idade Média, e que em muitos casos este Antigo Regime se prolongou para além da Revolução Francesa.
Durante a vigência desse período, indicado como "Absolutismo português", o rei era em Portugal aclamado e não ungido ou coroado, obrigado a prestar um juramento pelo qual se comprometia a respeitar a população, as leis da Igreja e os privilégios e costumes do reino, isto é, o monarca comprometia-se a aceitar a lei moral e religiosa, bem como as tradições. Tal compromisso com a moral religiosa e com as leis da Igreja decorrem do fato de o Absolutismo Português estar fortemente ligado ao catolicismo. Esta situação se manteve desde o início, vindo apenas a ser alterada com o Marquês de Pombal, por influência do modelo austríaco e das teorias jusnaturalistas, passando a colocar-se o rei acima de quaisquer lei.